# Красностовский, Алексей Иванович
Алексе́й Ива́нович Красносто́вский (иногда — Красноставский; 15 (28) марта 1880, Санкт-Петербург, Российская империя — 7 февраля 1967, Хельсинки, Финляндия) — российский композитор.
Автор трудов по композиции, духовных и светских произведений, пьес для фортепиано, романсов.

## Биография
Родился 15 (28) марта 1880 года в Санкт-Петербурге в семье отставного солдата. Обучался в Регентских классах Придворной певческой капеллы. Позднее окончил Санкт-Петербургскую консерваторию по классу композиции и оркестровки у Н. А. Римского-Корсакова.
С 1900 года регентовал в различных храмах Санкт-Петербурга. Служил церковным регентом и учителем пения в приюте Синего Креста, а затем в женской Покровской общине. Некоторое время регентовал в городе Орле.
В 1908 году был назначен регентом в Преображенский кафедральный собор города Выборга в Великом княжестве Финляндском, а также управлял архиерейским хором при домовом Крестовом храме.
В 1938 году в связи с угрозой захвата Выборга советскими войсками эвакуировался вглубь Финляндии и некоторое время жил в деревне Мигол, близ Тампере.
С 1950 года проживал в Хельсинки, где управлял хором в Никольской церкви.
Скончался 7 февраля 1967 года и похоронен на русском Никольском кладбище.